# IPX
Protocolul IPX (prescurtare din engleză de la Internetwork Packet Exchange, care s-ar traduce „comutare de pachete între rețele”) este un protocol de rețea bazat pe datagrame și lipsit de conexiuni. Termenul „fără conexiuni” înseamnă că atunci când o aplicație folosește IPX pentru a comunica cu alte aplicații din cadrul rețelei, între cele două aplicații nu se stabilește nicio conexiune la nivelul „Legătură de date” (OSI, nivel 2). Pachetele IPX sunt trimise către destinațiile lor, dar nu se garantează și nici nu se verifică dacă acestea ajung sau nu la destinație. Termenul „datagramă” (în engleză datagram) desemnează faptul că fiecare pachet este tratat ca o entitate individuală care nu are nicio relație secvențială cu alte pachete.
IPX execută funcții echivelente nivelului rețea (nivelul 3) din modelul OSI. Aceste funcții includ adresare, rutare și transfer de pachete pentru schimburi de informație, funcțiile IPX fiind dedicate transmisiei de pachete în cadrul rețelei.

## Mod de funcționare
Un mesaj se poate trimite folosind IPX prin plasarea sa în porțiunea de date a pachetului IPX, la fel ca și punerea unui mesaj într-un plic. Header-ul (capul, preambulul) pachetului IPX trebuie să conțină adresa rețelei destinație și numerele de nod și soclu (adică adresa la care trebuie trimis pachetul). IPX trimite fiecare pachet individual, eventual prin diferite subrețele, deci pe rute diferite - pentru a profita de rutele cu trafic momentan mai scăzut, până când pachetul atinge destinația. Deoarece fiecare pachet este o entitate individuală, rutarea și secvențierea pachetelor poate să varieze de la aplicație la aplicație.
Când pachetul ajunge la destinație, sursa nu primește nici o informație automată privind livrarea cu succes a pachetului. Doar dacă destinația ia hotărârea să trimită un pachet de confirmare înapoi către sursă, sursa poate fi sigură de livrarea cu succes a pachetului. Când se folosește protocolul IPX, în rețelele actuale sunt trimise cu succes în mod tipic 95 % din pachete.

## Avantaje și dezavantaje
Deoarece IPX execută doar sarcinile nivelului rețea din modelul OSI, încărcarea produsă pe rețea este mică, iar viteza de transmisie (performanța) este bună. Totuși, atunci când sunt necesare garanțiile nivelului transport, serviciile IPX sunt insuficiente. De aceea IPX poate fi folosit doar când se potrivește cu tipul particular de aplicație, alegând în funcție de caz între IPX și SPX.
Principalele avantaje și dezavantaje ale IPX sunt:
- Ca un avantaj, nu este necesară disponibilitatea simultană a sursei și destinației, deoarece nu există o conexiune predeterminată. Totuși, sursa nu primește nici o confirmare a faptului că destinația a primit datele;
- Flexibilitatea în rutarea pachetelor este mare, deoarece nu este necesară o rută a pachetelor predeterminată, fixă;
- Pachetele pot fi trimise către destinații multiple pur și simplu prin duplicarea pachetului și schimbarea adresei destinație.